# Sucholaski
Sucholaski (deutsch Sucholasken, 1935 bis 1945 Rauschenwalde) ist ein Dorf in der polnischen Woiwodschaft Ermland-Masuren und gehört zur Landgemeinde Wydminy (Widminnen) im Powiat Giżycki (Kreis Lötzen).

## Geographische Lage
Sucholaski liegt am Südufer des Widminner Sees (polnisch Jezioro Wydmińskie) in der östlichen Mitte der Woiwodschaft Ermland-Masuren, 15 Kilometer südöstlich der Kreisstadt Giżycko (Lötzen).

## Geschichte
Das kleine Dorf Sucholasken wurde gegründet, als Amtshauptmann Michael Eysack am 26. März 1550 eine Handfeste über 55 Hufen für Sucholasken verschreibt. Zwischen 1874 und 1945 war das Dorf in den Amtsbezirk Widminnen (polnisch Wydminy) eingegliedert. Er gehörte zum Kreis Lötzen im Regierungsbezirk Gumbinnen (1905 bis 1945: Regierungsbezirk Allenstein) in der preußischen Provinz Ostpreußen. Gleichzeitig war Sucholasken auch dem Standesamt in Widminnen zugeordnet.
Im Jahre 1910 waren in Sucholasken 448 Einwohner registriert; die Zahl war 1933 die gleiche.
Aufgrund der Bestimmungen des Versailler Vertrags stimmte die Bevölkerung im Abstimmungsgebiet Allenstein, zu dem Sucholasken gehörte, am 11. Juli 1920 über die weitere staatliche Zugehörigkeit zu Ostpreußen (und damit zu Deutschland) oder den Anschluss an Polen ab. In Sucholasken stimmten 400 Einwohner für den Verbleib bei Ostpreußen, auf Polen entfiel keine Stimme. Am 14. Oktober 1935 wurde Sucholasken in „Rauschenwalde“  umbenannt. Die Einwohnerzahl belief sich 1939 auf noch 389.
In Kriegsfolge kam das Dorf 1945 mit dem gesamten südlichen Ostpreußen zu Polen und trägt seither die polnische Namensform „Sucholaski“. Heute ist der Ort Sitz eines Schulzenamtes (polnisch sołectwo), in das auch die Nachbarorte Dudka (Schraderswert) und Grodkowo (Maxhof) einbezogen sind. Gemeinsam gehören sie zur Landgemeinde Wydminy (Widminnen) im Powiat Giżycki (Kreis Lötzen), vor 1998 der Woiwodschaft Suwałki, seither der Woiwodschaft Ermland-Masuren zugehörig.

## Kirche
Bis 1945 war Sucholasken resp. Rauschenwalde in die evangelische Kirche Widminnen in der Kirchenprovinz Ostpreußen der Kirche der Altpreußischen Union und in die katholische Pfarrkirche St. Bruno Lötzen im Bistum Ermland eingepfarrt. Heute gehört Sucholaski zur evangelischen Kirchengemeinde in Wydminy, einer Filialgemeinde der Pfarrei Giżycko in der Diözese Masuren der Evangelisch-Augsburgischen Kirche in Polen sowie zur katholischen Pfarrkirche Wydminy im Bistum Ełk der Römisch-katholischen Kirche in Polen.

## Schule
Die Schule in Rauschenwalde hatte 1945 zwei Klassen, es waren 60 Kinder eingeschult.

## Verkehr
Sucholaski liegt verkehrsgünstig an der Woiwodschaftsstraße 655, die die beiden Kreise Giżycko (Lötzen) und Ełk (Lyck) miteinander verbindet. Außerdem endet in Sucholaski ein Landweg, der von Kruklin (Kruglinnen, 1938 bis 1945 Kraukeln) bzw. Żywki (Siewken) in den Ort führt.
Die nächsten Bahnstationen sind Siedliska (Schedlisken, 1938 bis 1945 Dankfelde) und Wydminy (Widminnen) an der Bahnstrecke Głomno–Białystok.